# Коронавірусна хвороба 2019 у М'янмі
Спалах коронавірусної хвороби 2019 у М'янмі — це поширення пандемії коронавірусної хвороби 2019 на територію М'янми. Перші два випадки хвороби на території країни зареєстровано 23 березня 2020 року в штаті Чин у двох чоловіків, які недавно приїхали з США і Великої Британії. 31 березня у країні указом президента Він М'їна створений спеціальний комітет з питань боротьби з COVID-19, який очолив перший віцепрезидент М'янми М'їн Шве, до якого увійшли представники низки міністерств та інших центральних органів влади, на який покладено завдання протидії поширенню коронавірусної хвороби у М'янмі.
Незважаючи на те, що уряд швидко вжив заходів стримування та реагування системи охорони здоров'я, країна пережила один із найсильніших спалахів COVID-19 у Південно-Східній Азії до кінця 2020 року. ООН висловила занепокоєння щодо вразливості М'янми до пандемії через слабкий розвиток системи охорони здоров'я в країні після слабких інвестицій протягом 6 десятиліть військового правління, а також тривалий внутрішній конфлікт.
Пандемія значно підірвала економіку країни, а ВВП М'янми у 2020 році скоротився на 5 %. Державний переворот 2021 року та подальші протести та рух громадянської непокори, у частині з яких брали участь працівники охорони здоров'я, спричинили серйозні проблеми з реалізацією в країні боротьби з поширенням хвороби, та поглибили погіршення стану системи охорони здоров'я. Вважається, що в лютому 2021 року система тестування на COVID-19 і проведення вакцинації у М'янмі припинили роботу.

## Хронологія

### Січень—лютий
З 31 січня у країні зареєстровано 81 підозру на коронавірусну хворобу, 79 з яких дали негативний результат при тестуванні. На початок березня в карантині продовжували знаходитись 75 осіб.
1 лютого 2020 р. М'янма призупиняє видачу віз громадянам КНР після прибуття через спалах коронавірусу в Китаї. Рішення було прийнято після того, як китайський пасажир приземлився з симптомами, схожими на грип, у Янгоні, а ВООЗ оголосила коронавірус «надзвичайною ситуацією в глобальному масштабі».
2 лютого 2020 року уряд М'янми евакуював 59 студентів, які застрягли в китайському місті Ухань.

### Березень
23 березня у М'янмі підтверджено перші два випадки коронавірусної хвороби.
24 березня органи влади країни закрили на ізоляцію одне з сіл у штаті Чин для запобігання подальшого поширення COVID-19.
25 березня у М'янмі виявлено третій випадок коронавірусної хвороби.
27 березня міністр охорони здоров'я та спорту країни повідомив про виявлення ще по одному випадку хвороби у Мандалаї та Янгоні.
28 березня міністерство охорони здоров'я та спорту країни повідомило про 3 нові випадки, два в Янгоні та ще один — у Найп'їдо. Одною з хворих стала 60-річна жінка, яка до того не виїздила за межі країни, тому цей випадок визнаний як перший випадок внутрішньої передачі віруса у М'янмі.
29 березня міністерство охорони здоров'я та спорту М'янми підтвердило виявлення ще двох випадків у Янгоні. Останній з виявлених хворих (випадок № 10), 45-річний громадянин М'янми, знаходився у тісному контакті з хворим № 5, при встановленні підозри на коронавірусну хворобу його помістили в карантин у лікарні 28 березня 2020 року. У нього взяли зразки біологічного матеріалу для обстеження на COVID-19, і наступного дня підтверджено позитивний результат обстеження.
30 березня підтверджено 4 нових випадки коронавірусної хвороби в країні. Згідно з офіційним повідомленням міністерства охорони здоров'я та спорту країни, 4 французьких туристи, які знаходились у тісному контакті з екскурсоводом (хворий № 8), поміщені у карантин до одного з готелів Янгону, і 29 березня 2020 року вони проходили лабораторне обстеження на коронавірусну інфекцію. Наступного дня у 3 із них аналіз виявився позитивним (хворий № 11, хворий № 12, хворий № 13), після чого їх направили до спеціалізованої лікарні Вайбаргі для подальшого лікування. Хворий № 14 виявився громадянином М'янми, який нещодавно повернувся з Бангкоку (Таїланд) до Тахілека у штаті Шан, де знаходився протягом двох днів. 28 березня у нього з'явились скарги на виражену нудоту, після чого госпіталізували під нагляд до лікарні в К'яукме. Хворому зробили обстеження на коронавірус, яке виявилось позитивним.
31 березня міністерство охорони здоров'я та спорту М'янми повідомило про виявлення ще одного випадку хвороби в Янгоні. П'ятнадцятим випадком у країні виявилась 45-річна жінка з передмістя Янгону Бахан, яка працювала у приватній клініці, що надає медичну допомогу іноземцям. 27 березня 2020 у неї з'явились гарячка, кашель та болі в горлі, 30 березня вона звернулась за медичною допомогою до лікувального закладу в Бахані. Пізніше її як підозру на коронавірусну хворобу направили до лікарні в Західному Янгоні, наступного дня у неї підтверджено позитивний аналіз на коронавірус.

### Вересень
Янгон був закритий на карантин у вересні 2020 року внаслідок рекордного зростання кількості випадків хвороби. Згідно суворого розпорядження щодо домашнього карантину заборонялися усі пересування без життєвої необхідності, та закрилися усі підприємства в місті, окрім життєво необхідних.

### 2021 рік
М'янма стала однією з перших країн Південно-Східної Азії, яка розпочала програму вакцинації в січні 2021 року.
Після військового перевороту 1 лютого тестування припинилося, а медична реакція на COVID-19 у країні серйозно ускладнилася через триваючі протести та рух громадянської непокори в країні, в тому числі з боку медичних працівників. Вважається, що рівень зараження був недооцінений, а програма вакцинації сповільнилася після перевороту, оскільки кількість випадків хвороби зменшилась з приблизно 500-1000 випадків до 0-30 на добу. Військовий уряд звинуватили у приховуванні запасів кисню та відмові в медичній допомозі своїм опонентам.
У липні країна встановила добовий рекорд за кількістю випадків COVID-19 і смертей. Швидке збільшення кількість тіл у крематоріях свідчило про те, що відсутність тестування призвела до того, що багато смертей, пов'язаних з COVID-19, не враховувалися. Унаслідок цього уряд оголосив загальнонаціональний локдаун і додаткові вихідні з 17 по 25 липня для вирішення проблеми поширення хвороби. Сінгапур порадив своїм громадянам залишити країну до того, як цей карантин набуде чинності.
29 листопада 2021 року міністерство охорони здоров'я країни повідомило, що кількість хворих на COVID-19 зросла до 521931 із загальною кількістю 19097 померлих у країні.

## Гуманітарна допомога
11 квітня уряд В'єтнаму оголосив, що направить до М'янми гуманітарну допомогу на суму 50 тисяч доларів США, включно з засобами діагностики коронавірусної хвороби, задля допомогти владним структурам М'янми у подоланні спалаху коронавірусної хвороби, ставши першою країною, яка направила гуманітарну допомогу до М'янми. Пізніше Індія та Китай розробили вакцини, при цьому Китай погодився надати понад 300 тисяч доз для М'янми, а Індія також пожертвувала М'янмі 1,5 мільйона доз вакцини. До державного перевороту в лютому 2021 року Міжнародний валютний фонд також надіслав понад 350 мільйонів доларів на допомогу М'янмі в боротьбі з пандемією без повернення коштів.
3 травня 2021 року Китай відправив до М'янми понад 500 тисяч доз вакцин, виготовлених китайськими фірмами «Sinovac Biotech» і «Sinopharm», проте багато учасників протестів у країні вважали це бутафорським шоу та ознакою відкритої підтримки Китаєм військової хунти.
19 березня 2022 року китайська делегація відвідала М'янму та передала компанії «Myancopharm» технологію виробництва вакцин проти COVID-19.

## Урядові заходи

### Січень
30 січня 2020 року адміністрація президента М'янми 30 січня оголосила про створення спеціального комітету з питань боротьби з коронавірусом під керівництвом союзного міністра міжнародного співробітництва та міністра охорони здоров'я та спорту.
Того ж дня повідомлено, що у М'янмі виявлено перший підозрілий на коронавірусну хворобу випадок, який прибув з-за кордону. Ним виявився громадянин Китаю, який прилетів з Гуанчжоу до центрального аеропорту Янгона. Після виявлення пасажира доставлено до міської лікарні для подальшого спостереження.
За день після того, як Всесвітня організація охорони здоров'я визнала спалах коронавірусної хвороби глобальною надзвичайною ситуацією в галузі охорони здоров'я, у М'янмі створено спеціальний комітет з питань боротьби з COVID-19.

### Лютий
1 лютого 2020 року М'янма призупинила видачу в'їзних віз громадянам Китаю у зв'язку зі спалахом епідемії коронавірусної хвороби. Рішення про невидачу візи має прийматися в аеропорту Янгона, після того як у ньому приземлиться літак із пасажиром, який має симптоми застуди. Того ж дня уряд М'янми здійснив евакуацію з Уханя 59 м'янманських студентів, які там навчались, у зв'язку зі швидким поширенням у місті епідемії коронавірусної хвороби.

### Березень
10 березня 2020 року Державний радник М'янми Аун Сан Су Чжі застерегла людей від самозаспокоєння щодо незначного поширення коронавірусної хвороби у країні, закликавши усіх громадян ретельно дотримуватися порад міністерства охорони здоров'я та спорту.
13 березня адміністрація президента М'янми оприлюднила розпорядження глави держави, згідно з яким створений спеціальний комітет з питань запобігання поширення та боротьби з COVID-19, який очолила Державний радник М'янми Аун Сан Су Чжі. До складу комітету входять 22 члени, у тому числі Державний радник, міністри центрального уряду та члени секретаріату уряду. У цьому повідомленні вказано, що даний спеціальний комітет розроблятиме заходи щодо профілактики та запобігання поширенню важкого гострого респіраторного синдрому, спричиненого вірусом COVID-19, моніторингом карантинних пацієнтів та підозрюваних випадків, забезпеченням обізнаності населення країни та іноземних громадян, які прибули до країни, про цю хворобу, поширенням інформації щодо виявлення випадків хвороби у країні, запобігання зараженню, нагляд та лікування хворих коронавірусною хворобою, та нагляд за станом проведених заходів і наявністю необхідного медичного обладнання.
Цього дня прес-служба глави М'янми опублікувала ще одне повідомлення. У ньому йдеться про майбутню заборону з 13 березня до кінця квітня масових заходів та фестивалів у країні, включно з майбутнім водним фестивалем Тхінгьян, оскільки на таких масових заходах виникають великі скупчення людей, що полегшує передачу коронавіруса від людини до людини. У цьому повідомленні вказано, що ця заборона може бути продовжена за необхідності.
14 березня 2020 року влада М'янми ввела нові правила в'їзду до країни, якими встановлюється заборона на в'їзд до країни з Китаю, Південної Кореї та низки європейських країн у зв'язку з пандемію коронавірусної хвороби.
19 березня 2020 року влада М'янми суттєво обмежило в'їзд усіх іноземних громадян на свою територію через стрімке поширення коронавірусної хвороби у всому світі. у повідомленні міністерства закордонних справ країни сказано. що всі іноземні громадяни, які мають діючі в'їзні візи до країни, можуть в'їхати до країни лише через міжнародні аеропорти Янгона, Найп'їдо та Мандалая згідно діючих норм і правил.
21 березня міністерство закордонних справ М'янми тимчасово припинило видачу в'їзних віз для іноземців після прибуття до країни, та електронних віз для громадян усіх країн. Також усі громадяни М'янми, які відвідували США, Швейцарію, Велику Британію, Нідерланди, Австрію, Бельгію, Норвегію, Швецію та Данію, мають після повернення до країни пройти 14-денний карантин. Дипломатам, які акредитовані у М'янмі, та резидентам ООН, рекомендовано взяти 14-денний домашній карантин.
Владні структури провінції Янгон, згідно заяви керівника провінційного уряду У Фйо Мін Тейна 21 березня, підготували 500 приміщень та дві карантинні лікарні на 300 ліжок на випадок спалаху коронавірусної хвороби у місті. На церемонії відкриття цих лікарень керівник регіонального уряду повідомив, що хоча і Янгоні на той момент немає зареєстрованих хворих з коронавірусною хворобою, проте підготовлені 500 приміщень для розміщення ймовірних хворих з COVID-19, а лікарня у Вайбаргі буде приймати лише частину таких хворих, додатково розгорнуті також дві карантинні лікарні на 300 ліжок для ізоляції ймовірних хворих коронавірусною хворобою.
24 березня уряд М'янми оголосив, що всі іноземні громадяни, які прибувають до країни, повинні надати медичну довідку, що свідчить про відсутність у них симптомів гострих респіраторних захворювань (гарячки, кашлю або задишки) перед початком рейсу. Міністерство закордонних справ країни та управління цивільної авіації М'янми оголосило, що всі іноземні громадяни. які прибувають до країни з-за кордону, зобов'язані пройти двотижневий карантин.
26 березня адміністрація президента країни видала розпорядження, в якому задля запобігання поширення COVID-19 зобов'язує державних чиновників країни працювати у своїх офісах по черзі шляхом ротації, щоб лише половина державних службовців знаходилась на своїх робочих місцях у офісах протягом свого робочого часу. Заступник керівника адміністрації президента з питань сільського господарства, тваринництва та зрошення У Мйо Тінт Тун заявив, що це розпорядження видано 25 березня, та набуває чинності 26 березня.
28 березня міжнародний аеропорт Янгона згідно спільного розпорядження департаменту цивільної авіації та міністерства охорони здоров'я та спорту країни обмежить доступ громадян до своїх терміналів. З 29 березня, згідно розпорядження департаменту цивільної авіації країни, доступ до терміналів аеропорту будуть мати виключно пасажири, які мають діючі авіаквитки, та черговий персонал аеропорту. Особи, які проводжають або зустрічають пасажирів, не будуть мати доступу до терміналів аеропортів.
У Янгоні міське керівництво наказало закрити всі заклади громадського харчування, дозволивши виключно торгівлю на винос, це розпорядження опубліковано в листі, який міський комітет з розвитку Янгона розіслав усім власникам закладів уранці 29 березня, після того як число зареєстрованих випадків коронавірусної хвороби у М'янмі зросло до 8.
у Мандалаї міська влада наказала закрити 41 великий магазин, а в місті Тавой у області Танінтаї закриті відомі місцеві пляжі, після того як центральний уряд М'янми повідомив про початок 28 березня спалаху коронавірусної хвороби в країні. Член комітету з розвитку міста Мандалай У К'яв Сан М'їнт повідомив, що магазини розпочнуть закривати вже в суботу увечері. Згідно його слів, усі власники цих магазинів погодились на їх закриття, після того як у другому за величиною місті країни посилились заходи з боротьби з епідемією, яка вже вразила 177 країн світу.
29 березня уряд М'янми задля посилення боротьби з поширенням коронавірусної хвороби призупинив видачу в'їзних віз усіх видів іноземним громадянам. За повідомленням міністерства закордонних справ країни, уряд також призупинив безвізовий в'їзд до країни, який надавався усім іноземним громадянам за двосторонніми домовленостями з відповідними країнами, зокрема, країнами-членами АСЕАН, окрім громадян, які мають дипломатичний або інший офіційний паспорт. Винятком з цих правил є також дипломати, акредитовані у М'янмі, співробітники представництва ООН, та екіпажі кораблів та літаків, що здійснюють рейси до М'янми та з неї. Це призупинення діє до подальших розпоряджень.
Уряд М'янми також призупинив посадку усіх міжнародних комерційних авіарейсів у аеропортах країни задля зменшення ризику завезення коронавірусної хвороби авіапасажирами. Це розпорядження департаменту цивільної авіації, що посилається на розпорядження міністерства охорони здоров'я та спорту країни, опубліковане 29 березня, та набуло чинності 30 березня о 23:59. У цьому розпорядженні також вказано, що попередні дозволи на посадку, які надав департамент цивільної авіації країни, також призупиняються. Проте це розпорядження не поширюється на польоти рятувальних служб, медичні евакуаційні рейси, вантажні рейси для перевезення вантажів життєвої необхідності та спеціальних рейсів, які мають спеціальний дозвіл департаменту цивільної авіації. Згідно розпорядження департаменту цивільної авіації країни 23:59 30 березня призупиняється також і прийом пасажирів у аеропортах з будь-яких цивільних рейсів, у тому числі й громадян М'янми, які повертаються з-за кордону.
Уряд М'янми також повідомив місцевих підприємців, що якщо вони бажають отримати позики зі спеціального урядового фонду на 100 мільярдів к'ят, створеного для подолання наслідків пандемії коронавірусної хвороби, то вони мають подати заявки на неї до 9 квітня. У першу чергу кредити будуть надаватися підприємцям, які працюють у туристичному бізнесі, готельному бізнесі, підприємствам з виробництва продуктів харчування та торговельним підприємствам.
31 березня указом президента країни Він М'їна у країні створений спеціальний комітет з питань боротьби з COVID-19, на який покладено завдання координації зусиль із протидії поширенню коронавірусної хвороби у М'янмі, де на той час зареєстровано 15 випадків хвороби, з них 3 хворих померли. Цей комітет також буде контролювати виконання урядових заходів з протидії поширенню коронавірусної хвороби. Серед функцій комітету є також епідеміологічне розслідування для виявлення контактних із хворими на коронавірусну хворобу осіб для їх швидкого виявлення, обстеження та ізоляції.

### Квітень
1 квітня Державний радник М'янми Аун Сан Су Чжі активувала свій неактивний обліковий запис у Facebook, щоб у ньому доносити усім бажаючим громадянам інформацію про перебіг пандемії коронавірусної хвороби в країні.
3 квітня Державний радник М'янми Аун Сан Су Чжі закликала представників влади притягнути до кримінальної відповідальності осіб, які займаються приховуванням запасів їжі, а також тих, які ухиляються від виконання норм карантину. Вона зазначила, що ці особи порушують урядові розпорядження, направлені на боротьбу з поширенням пандемії коронавірусної хвороби.
Друге за чисельністю місто М'янми Мандалай призупинив в'їзд та виїзд усіх видів транспортних засобів до міста з 7 по 21 квітня, щоб обмежити пересування у регіоні для створення кращих умов для запобігання поширення коронавірусної хвороби. У цей період у місті також закриють усі готелі та пансіонати. З 7 до 21 квітня у місті також будуть закрити усі магазини, окрім тих, які продають товари першої необхідності та ліки. Міська влада Янгона 3 квітня закликала усіх громадян залишатися вдома під час проведення водного свята Тхінгьян, окрім осіб, які залучені до боротьби з поширенням коронавірусної інфекції. Також комітет з протидії поширення COVID-19 округу Янгон доручив очільникам 45 населених пунктів регіону повідомити жителів цих населених пунктів не виходити на вулицю в період з 10 до 19 квітня. за винятком купівлі їжі або ліків.
Уряд М'янми також звернувся до міжнародної спільноти із закликом надати допомогу у вигляді поставок медичного обладнання та ліків для запобіганню поширення коронавірусної хвороби в країні. 3 квітня міністерство закордонних справ країни повідомило, що крім поставок медичного обладнання та ліків, М'янма потребує поставок діагностичних наборів для обстеження на коронавірусну хворобу як для посилення нагляду за особами з підозрою на коронавірусну хворобу, так і для обстеження хворих із пневмонією.